# Eriopyga approximans
Eriopyga approximans är en fjärilsart som beskrevs av Jones 1908. Eriopyga approximans ingår i släktet Eriopyga och familjen nattflyn. Inga underarter finns listade i Catalogue of Life.